# Sovjetunionens lagar
Sovjetunionens lagar började författas i Sovjetunionen efter oktoberrevolutionen 1917. Ett antal kommunistiska stater antog modifierade versioner av det sovjetiska rättssystemet efter andra världskriget, bland andra Mongoliet, Folkrepubliken Kina, länderna i Warzawapakten i Östeuropa, Kuba och Vietnam.
Enligt det sovjetiska rättssystemet var lagen politikens förlängda arm och domstolar statliga myndigheter. Systemet utformades för att skydda staten från individen snarare än individen från staten. Den sovjetiska säkerhetspolisen hade långtgående maktbefogenheter.